# Быхов (аэродром)
Быхов (Bykhov) — заброшенный военный аэродром, расположенный рядом с одноимённым городом в Могилёвской области Беларусь. Военный городок Быхов-1.

## Описание
Индекс аэродрома — ЬМНХ/XMNH. Позывной — «Сердечный». На аэродроме было две ИВПП:
- 13R/31L — 3000х78 метров
- 13L/31R — 1880х65 метров

## История

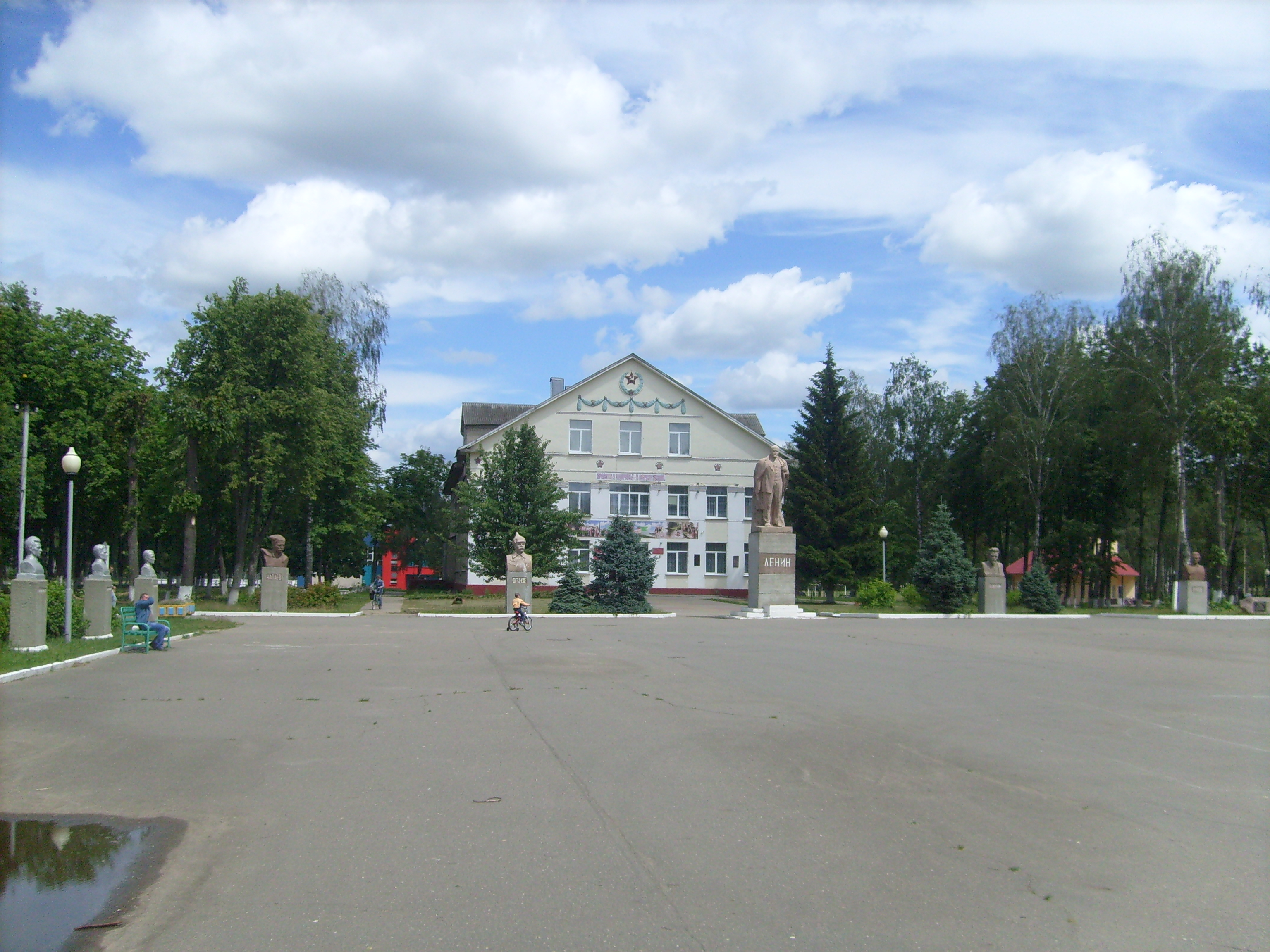
Военный городок «Быхов-1». Площадь Героев. Дом офицеров

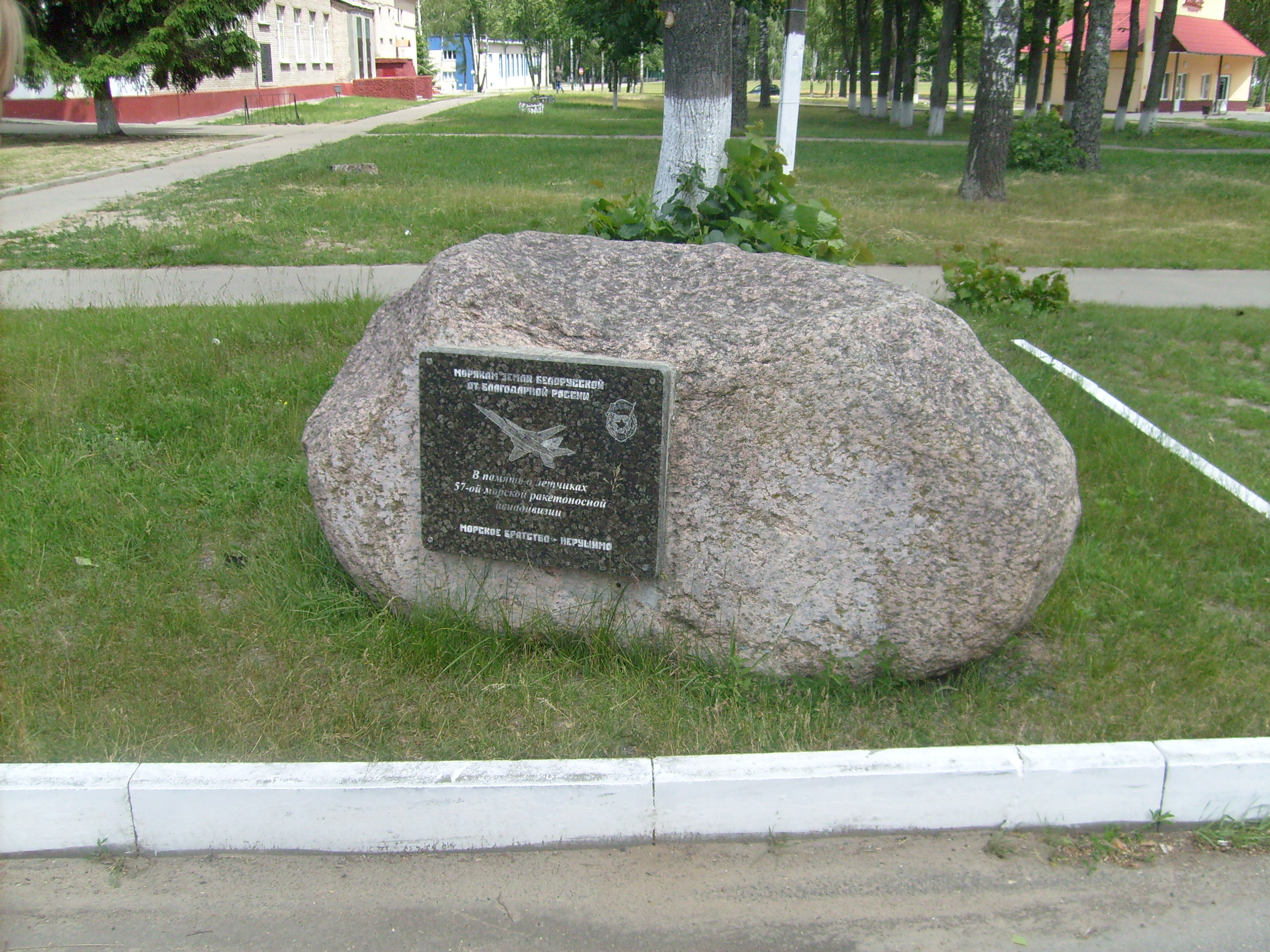
Площадь Героев

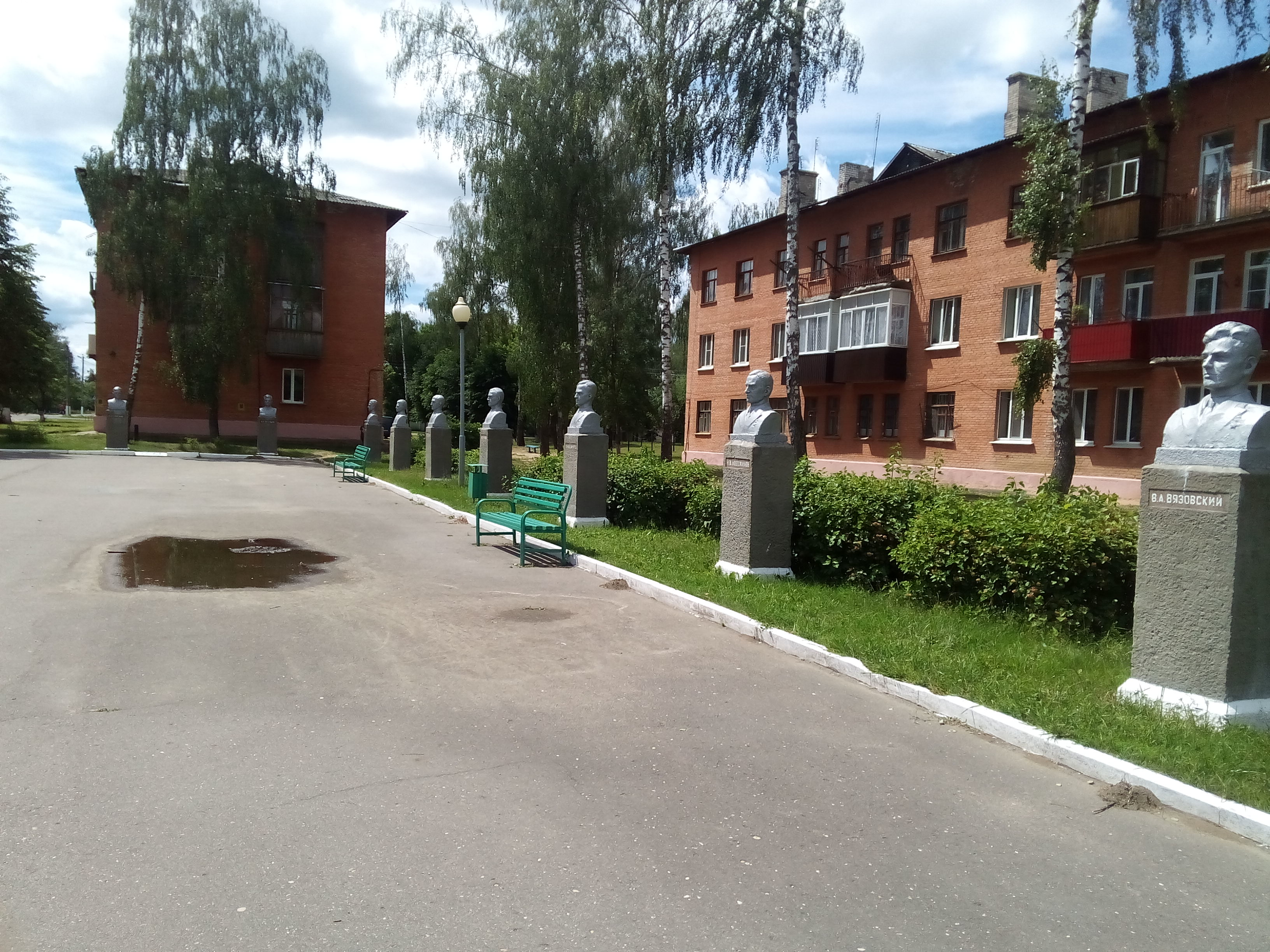
Площадь Героев

Аэродром является одним из старейших в истории авиации — аэропланы здесь начали подниматься в воздух ещё в первую мировую войну. В 1914 году посадочную площадку здесь распланировал П.Нестеров. Вероятно, что аэродром в Быхове был построен по указу Николая II.
До 1941 года аэродром был местом дислокации 25-й авиационной базы (самолёты И-16 и Ил-2).
С января 1951 года на основании приказа Военного Министра СССР № 03417 от 26.12.1950 года на аэродром перебазировалась 57-я тяжелая бомбардировочная авиационная дивизия и один из её полков — 170-й гвардейский тяжелый бомбардировочный авиационный Смоленский Краснознаменный полк на самолётах Ту-4. Дивизия входила в состав 51-го гвардейского бомбардировочного авиационного Смоленско-Берлинского корпуса 50-й воздушной армии дальней авиации.
В феврале 1955 года на основании приказов МО СССР № 0028 от 20.03.1961 г., ГК ВМФ № 048 от 13.04.1961 г. и командующего БФ № 0036 от 27.04.1961 г. дивизия была передана в состав ВВС Балтийского флота и была переименована в 57-ю морскую ракетоносную авиационную Смоленскую дивизию Балтийского флота. С 1956 года полки дивизии переучивались на новые самолёты — Ту-16, тяжёлый двухмоторный реактивный многоцелевой самолёт с возможностью доставки ядерных боеприпасов.
В связи с реорганизацией структуры 26 сентября 1961 года на основании директивы ГШ ВС СССР № 80086 от 18.08.1961 г. дивизия была возвращена в состав дальней авиации ВВС и передана в 6-й отдельный тяжелый бомбардировочный авиационный корпус, сформированный на базе 50-й воздушной армии дальней авиации. В августе 1963 года на основании директивы ГШ ВС СССР № 68309 от 25.07.1963 г. дивизия была обратно возвращена в состав ВВС Балтийского флота, где пробыла до декабря 1991 года. К тому времени полки дивизии были вооружены самолётами Ту-16, Ту-22М2 и Ту-22М3.
После распада СССР управление дивизии (без авиаполков) 25 декабря 1991 года было переведено на аэродром Североморск-3. Дивизия вошла в состав Северного флота как 57-я смешанная корабельная авиационная Смоленская Краснознамённая дивизия, в которую включили 279-й отдельный корабельный штурмовой авиационный полк (аэр. Североморск-3) и два вертолётных полка: 830-й противолодочный вертолётный полк и 38-й корабельный вертолётный полк (оба на аэр. Североморск-2). Это уникальное формирование в составе ВВС ВМФ (и ВВС РФ) предназначалось для обеспечения боевой деятельности и базирования на борту тяжёлых авианесущих крейсеров «Адмирал Кузнецов» и «Адмирал Горшков».
57-я смешанная корабельная авиационная Смоленская Краснознамённая дивизия ВВС Северного флота была расформирована 1 мая 1998 года. Входившие в её состав полки переданы в прямое подчинение ВВС Северного флота.
Дальнейшая судьба авиаполков Быховской дивизии:
- 170-й гвардейский морской ракетоносный авиационный Смоленский Краснознаменный полк был расформирован в марте 1991 года на аэродроме Быхов[1]. Самолёты полка Ту-22М3 были распределены между профильными частями ВВС флотов.
- 240-й гвардейский морской ракетоносный авиационный Севастопольско-Берлинский Краснознаменный полк был передислоцирован на аэродром г. Остров в Псковской обл., где вместе с 392-м отдельным дальне-разведывательным авиационным полком на самолётах Ту-95РЦ (полк из Кипелово) был переформирован в новый 240-й гвардейский Краснознаменный Севастопольско-Берлинский смешанный (инструкторско-исследовательский) авиационный полк ВВС ВМФ, с подчинением начальнику вновь сформированного 444-го Центра боевого применения и переучивания лётного состава. Полку были переданы все регалии от 240-го гв. МРАП-а[1]. На вооружении 240-го гв. САП были все типы эксплуатировавшейся в то время в Морской Авиации РФ авиационной техники (кроме вертолётов): Ту-154М, Ту-142, Ту-134УБЛ, Ту-134УБК, Ту-22М3, Ил-38, Су-24М, Бе-12, Ан-26, Ил-18 а также несколько учебно-тренировочных самолётов типа Л-39. Полк расформирован на аэродроме Веретье в 2009 году, путём переформирования в 7056-ю Авиационную Базу Авиации ВМФ. 7056-я АвБ ЦП на аэр. Остров была расформирована 1 декабря 2009 г. (менее чем через год), в связи с расформированием 444-го ЦБП и ПЛС и планирующейся передачей аэродрома в структуру Армейской авиации. Боевое знамя  240-го гвардейского авиационного полка было передано во вновь сформированную 7055-ю гв. Краснознаменную Севастопольско-Берлинскую АвБ ВМФ центрального подчинения 2-й категории на аэродроме Остафьево Московской обл. Однако и эта авиабаза в 2012 году была расформирована. На этом прекратился путь прославленного 240-го гвардейского бомбардировочного авиационного полка

## Авиационные происшествия
- 23 декабря 1959 г. при заходе на посадку ночью при метеоминимуме самолёт Ту-16 столкнулся с землёй в районе ближнего привода. Командир экипажа — майор Чеботарева из состава 170-го полка. Погибли 4 члена экипажа, находившихся в передней кабине.
- 13.05.1964 г. днём при выполнении полкового вылет 170-го полка. После дозаправки топливом в воздухе произошло столкновение самолёта-заправщика (командир экипажа майор Захаров П. И.) и Ту-16К-10 (командир экипажа — заместитель командира полка подполковник Буренков М. А.). Самолёты разрушились от удара и упали в Цимлянское водохранилище. 7 человек из обоих экипажей погибло.
- 10 декабря 1965 г. произошла катастрофа самолёта Ту-16, КК к-н Бородулин Е. Н., НПМУ. При подлёте к аэродрому после выполнения полёта на полигон Капустин Яр командир корабля сообщил о занимаемой высоте 1500 м, и запросил разрешение на заход на посадку. Получив разрешение, начал снижение до высоты круга 400 м. Начав снижение, командир корабля увидел кроны деревьев, осознал свою ошибку и резко прибавил обороты двигателей, сделав попытку набрать скорость и высоту, но не успел. Самолёт столкнулся с деревьями и начал разрушаться, при этом оторвалась хвостовая часть самолёта и застряла между стволами деревьев на высоте около 10 м, что спасло жизнь ВСР и КОУ, находившихся в «корме», остальные члены экипажа, 4 человека, погибли. В качестве возможных причин ЛП назывались грубые ошибки экипажа на посадке при определении и контроле высоты полёта. Но могла быть и другая причина, в том числе и техническая неисправность. Была ли в результате расследования выяснена точная причина ЛП, до сведения личного состава полка не доводилась. Реальная высота, с которой самолёт начал снижение, как показало расследование, составляла около 500 м. То есть, ошибка между реальной и предполагаемой высотой начала снижения составляла 1000 м. ВСР отделался сломанной рукой, КОУ вообще не пострадал, смог самостоятельно спуститься, в течение получаса дошёл до ближайшего совхоза и доложил на КДП по телефону о случившимся ЛП. Проделав в лесу просеку около 2 км, самолёт столкнулся с землёй в 13 км от ВПП и загорелся. В результате начавшегося пожара взорвался находившийся на борту боезапас. Пожар продолжался в течение 15 минут, в результате чего обломки самолёта и останки экипажа сгорели.
- 12.07.1985 года днём при выполнении посадки произошла катастрофа самолёта Ту-22м2 (бортовой номер 45) из состава 240-го мрап, экипаж майора Пенькова. Погиб командир экипажа командир отряда майор Пеньков Валерий Михайлович и инструктор подполковник Борисов Константин Владимирович.
- 4 марта 1987 года ночью на взлёте произошла авария самолёта Ту-22м2 (бортовой номер 20) из состава 170-го мрап, экипаж капитана Бурундукова, в составе старшего лейтенанта Ломакина, старшего лейтенанта Роговенко и капитана Гузенко. Вылет на радиус с двумя подкрыльевыми ракетами. В момент перед началом создания взлётного угла атаки (скорость 340 км/ч) командир корабля определил отказ одного двигателя, взлёт прервал. Непосредственно перед остановкой на скорости 20 км/ч из-за тряски сработал концевой выключатель на кресле командира корабля и его самопроизвольно катапультировало. Самолёт не загорелся, но ремонту не подлежал.

## Интересный факт
9 ноября 1975 года весь состав авиационной дивизии на аэродроме был приведен в готовность № 1. Группа самолётов Ту-16К-10 из состава 240-го мрап была поднята для нанесения ракетного удара по большому противолодочному кораблю «Сторожевой» под командованием капитана 3-го ранга Саблина. Корабль из Риги следовал в направлении Ирбенского пролива. Нанесение удара по кораблю было отменено, самолёты возвращены на базовый аэродром.